# Astronesthes lampara
Astronesthes lampara es una especie de pez de la familia Stomiidae en el orden de los Stomiiformes.

## Morfología
• Los machos pueden llegar alcanzar los 13,4 cm de longitud total.

## Hábitat
Es un pez de mar y de aguas profundas que vive entre 37-2.970 m de profundidad.

## Distribución geográfica
Se encuentra en el Pacífico oriental.